# Мартирије Печерски
Мартирије Печерски (крај 13.- почетак 14. века) - монах Кијево-Печерског манастира. Због високе духовне чистоте и поштовања строгог поста постављен је за ђакона и имао је дар чудотворства.
По предању, за кога се молио Богу, стојећи на амвону, Господ се смиловао на њега, и свако је добио оно што је монах тражио: или здравље, или испуњење неке друге жеље; Свети Мартирије се бојао демона, молитвама их је изгонио из људи.

## Биографија
Његово име се помиње у 7. песми канона Преподобноме Далекопетерском. Овде се прославља његов труд, праведност и чистота срца, као и дар изгона демона и исцељења болести. У акатисту свим печерским монасима о њему се каже:
„Радуј се, Мартирије, јер ти је за велику чистоту и подвизи поста дар исцељења болести".
Светитељ је умро у манастиру; његове нетрулежне мошти почивају у Далеким (Теодосијевим) пећинама Кијево-Печерског манастира, поред моштију свете Ефросиније, игуманије Полоцке и недалеко од подземне цркве Светог Теодосија, игумана печерског.
Свеобухватна медицинска и антрополошка проучавања светих моштију Кијевопечерске лавре показала су да је Св. Мартирије за живота задобио озбиљну повреду десне тибије, што је требало да доведе до дуготрајне хроничне хромости. Умро је у доби од 55-60 година. Висина светитеља била је 174~175 цм.
Његов спомен празнује се посебно 25. октобра/7. новембра, вероватно ради имењака светог мученика Мартирија († 355), такође 28. августа/10. септембра и у другу недељу Великог поста.